# Finale du Championnat d'Europe de football 1976
La finale du championnat d'Europe 1976 oppose la Tchécoslovaquie à l'Allemagne de l'Ouest le 20 juin 1976 à Belgrade dans le stade de l'Étoile rouge et est arbitrée par l'Italien Sergio Gonella.
En demi-finales du tournoi à quatre organisé en Yougoslavie, la Tchécoslovaquie et l'Allemagne ont été contraintes de disputer la prolongation pour battre respectivement les Pays-Bas (3-1) et la Yougoslavie (4-2).
Après un match nul 2-2 après prolongation, une séance de tirs au but inédite offre à la Tchécoslovaquie son seul titre de champion d'Europe (5-3). Le « penalty » tchécoslovaque victorieux, lobé au centre du filet, est marqué par Antonín Panenka, dont le nom est désormais synonyme d'un geste technique particulier.

## Contexte

### Contexte géopolitique
La finale prend place durant un contexte de tensions géopolitiques qui s'étend sur le domaine du sport. Le rideau de fer sépare l'Europe de l'Ouest sous influence américaine à l'Europe de l'Est sous domination soviétique. Si la Tchécoslovaquie a été envahie en 1968 à la suite du printemps de Prague par le pacte de Varsovie et est sous totale domination communiste, l'Allemagne de l'Ouest est le symbole du libéralisme américain. Deux idéologies s'affrontent ainsi indirectement durant ce match. De plus, le sport est au service de la propagande et une victoire à l'Euro est un signe de puissance ; les derniers vainqueurs de la compétition sont du bloc de l'Ouest et l'Union soviétique aimerait voir un pays sous son influence l'emporter.

### Contexte sportif
Le Championnat d'Europe de football 1976 est la 5e édition du Championnat d'Europe des nations organisé par l'UEFA. Trente-deux équipes ont participé à la phase de groupes qualificative avec matchs aller-retour entre le 1er septembre 1974 et le 28 février 1976. Les vainqueurs de groupe ont ensuite disputé les quarts-de-finale en rencontres aller-retour entre le 24 avril et le 22 mai 1976. La phase finale, comprenant  demi-finales, petite finale et grande finale, a lieu en Yougoslavie, pays hôte, entre le 16 et le 20 juin 1976. La veille de la finale, le match pour la troisième place est remporté par les Pays-Bas.
La RFA aborde cette finale en tant que championne d'Europe et du monde en titre, grâce à des victoires en finale contre l'Union soviétique (Euro 1972) et les Pays-Bas (mondial 1974). C'est alors la sélection la plus forte de l'époque,. La Tchécoslovaquie, au contraire, n'avait pas réussi à franchir la phase de groupes éliminatoire de l'Euro en 1972, terminant en tête à égalité de points avec la Roumanie mais éliminée à la différence de buts. De même, le pays ne s'était pas qualifié pour la phase finale Coupe du Monde de 1974, devancé par l'Écosse dans le groupe 8 des éliminatoires. Les deux sélections se sont affrontés six fois auparavant, dont deux fois en Coupe du monde, en 1934 (victoire tchécoslovaque en demi-finale) et en 1958 (match nul).
La dynamique semble donc plus avantageuse pour l'Allemagne de l'Ouest qui reste sur deux victoires finales lors des deux derniers grands tournoi internationaux. Néanmoins, la Tchécoslovaquie reste invaincu face à l'Allemagne en compétition officielle.

## Parcours des équipes

### Tchécoslovaquie

#### Groupe 1 des éliminatoires
| T | Équipe          | Pts | J | G | N | P | BP | BC | Diff |
| 1 | Tchécoslovaquie | 9   | 6 | 4 | 1 | 1 | 15 | 5  | +10  |
| 2 | Angleterre      | 8   | 6 | 3 | 2 | 1 | 11 | 3  | +8   |
| 3 | Portugal        | 7   | 6 | 2 | 3 | 1 | 5  | 7  | -2   |
| 4 | Chypre          | 0   | 6 | 0 | 0 | 6 | 0  | 16 | -16  |

La Tchécoslovaquie débute sa campagne de l'Euro dans le groupe de qualification 1, en compagnie de trois adversaires. Le premier match se déroule contre l'Angleterre à Wembley le 30 octobre 1974 devant plus de 80 000 spectateurs. Après une première mi-temps sans but, Mick Channon ouvre le score au milieu de la seconde mi-temps pour l'Angleterre. Deux buts coup sur coup de Colin Bell assurent la victoire 3-0 à l'équipe locale. Le match suivant de la Tchécoslovaquie a lieu près de six mois plus tard, à domicile, face à Chypre au Stade Letná de Prague. Antonín Panenka marque à deux reprises avant la mi-temps avant de compléter son triplé cinq minutes après la pause sur un penalty. Marián Masný ajoute un quatrième but douze minutes avant la fin du match pour donner à la Tchécoslovaquie une nette victoire 4-0. Dix jours plus tard, la Tchécoslovaquie reçoit le Portugal, à nouveau à Prague. Přemysl Bičovský marque deux fois avant que le but de Zdeněk Nehoda ne fasse passer le score à 3-0 à la mi-temps. Il marque son deuxième but presque immédiatement après la pause et, avec un but de Ladislav Petráš à la 52e minute, la Tchécoslovaquie s'assure une large victoire 5-0. À mi-parcours, la sélection compte quatre points et pointe en deuxième position derrière l'Angleterre.
| Match                   | Adversaire       | Lieu       | Score            |
| ----------------------- | ---------------- | ---------- | ---------------- |
| Groupe 1, J1            | Angleterre       | Londres    | 0-3              |
| Groupe 1, J2            | Chypre           | Prague     | 4-0              |
| Groupe 1, J3            | Portugal         | Prague     | 5-0              |
| Groupe 1, J4            | Angleterre       | Bratislava | 2-1              |
| Groupe 1, J5            | Portugal         | Porto      | 1-1              |
| Groupe 1, J6            | Chypre           | Limassol   | 3-0              |
|                         |                  |            |                  |
| Quart de finale, aller  | Union soviétique | Bratislava | 2-0              |
| Quart de finale, retour | Union soviétique | Kiev       | 2-2 (4-2 cumulé) |
|                         |                  |            |                  |
| Demi-finale             | Pays-Bas         | Zagreb     | 3-1              |

L'Angleterre est le prochain adversaire de la Tchécoslovaquie. Le match promet d'être décisif, une défaite de la nation slave entraînant probablement une élimination prématurée. Le 29 octobre 1975, le match est arrêté après seulement 17 minutes en raison d'un épais brouillard. Il est donc rejoué le lendemain dans l'après-midi et, bien que Channon donne l'avantage à l'Angleterre en milieu de première mi-temps, des buts de Nehoda et Dušan Galis permettent à la Tchécoslovaquie de s'imposer 2 buts à 1 et de rêver d'une qualification. L'Angleterre, qui a joué un match de plus, reste cependant en tête avec un point d'avance. L'adversaire suivant des Tchécoslovaques est le Portugal au stade des Antas à Porto, le 12 novembre. Anton Ondruš donne l'avantage à la Tchécoslovaquie à la septième minute, mais Nené égalise quelques minutes plus tard, finalement aucun autre but n'est marqué, ce qui aboutit à un match nul 1-1. Quelques jours plus tard l'Angleterre se déplace également au Portugal pour son tout dernier match et perd aussi un point en étant accroché sur le même score. Les Tchécoslovaques ont alors leur destin en main au moment d'affronter à l'extérieur la modeste équipe de Chypre au stade Tsirio le 23 novembre 1975, une courte victoire suffisant pour finir en tête avec un point de plus que l'Angleterre. Nehoda ouvre le score en début de match avant que Bičovský et Masný ne portent le score à 3-0 avant la mi-temps. Plus rien ne sera marqué et la Tchécoslovaquie se qualifie en remportant le groupe 1.

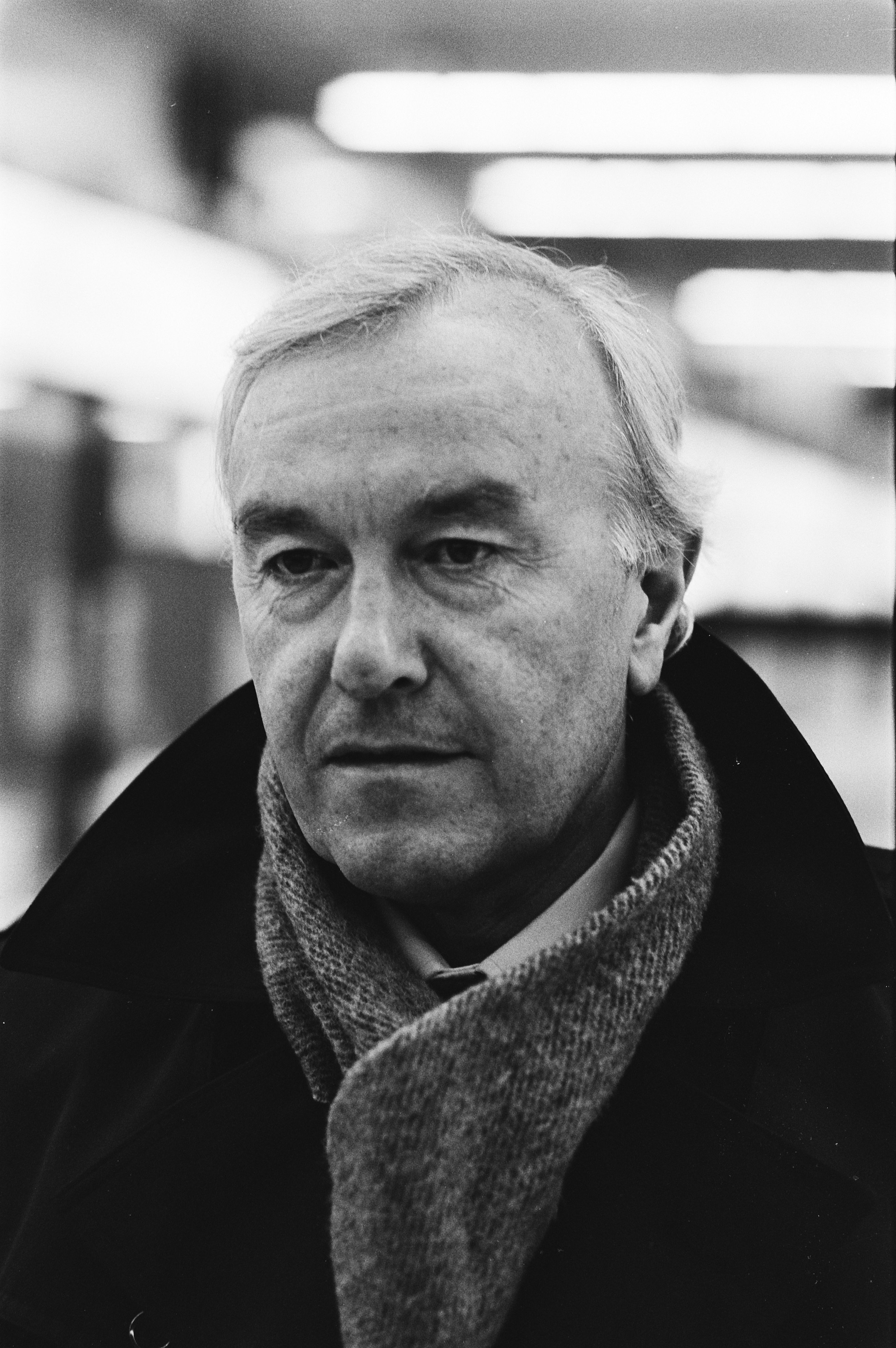
Václav Ježek, sélectionneur de la Tchécoslovaquie depuis 1972, qui est parvenu à former une équipe unie entre Slovaques et Tchèques et à redresser sa sélection nationale.

#### Quart de finale
La Tchécoslovaquie affronte l'Union soviétique en quarts de finale, le match aller est disputé à Bratislava le 24 avril 1976. Konstantin Beskov, l'entraîneur  soviétique, avait été démis de ses fonctions à la suite de la défaite contre l'Irlande au cours de la phase préliminaire. Son remplaçant, Valeri Lobanovski, était l'entraîneur du Dynamo Kiev et avait sélectionné huit joueurs de son propre club. Le match se déroule sous une forte pluie et Jozef Móder ouvre le score pour la Tchécoslovaquie en trompant Aleksandr Prokhorov à la 34e minute. Juste après la mi-temps, Panenka double la mise lorsque son coup franc passe sous le mur défensif soviétique et file dans le coin inférieur du filet. Oleg Blokhine manque une occasion de réduire l'écart en fin de seconde période et le match se termine sur le score de 2-0. Le match retour se déroule au Stade central de Kiev le 22 mai. Ivo Viktor, le gardien tchécoslovaque, réalise plusieurs arrêts décisifs en première mi-temps, repoussant les tentatives de Blokhin, Volodymyr Veremeyev et Anatoli Konkov, avant que Móder ne donne l'avantage à la Tchécoslovaquie sur un coup franc juste avant la pause. Huit minutes après le début de la seconde période, Leonid Buryak égalise, mais Móder redonne l'avantage à la Tchécoslovaquie grâce à une action individuelle de Karol Dobiaš à huit minutes de la fin. À la 87e minute, Blokhin marque de la tête pour égaliser à 2-2, mais la Tchécoslovaquie se qualifie au cumul des deux matchs quatre buts à deux.

#### Demi-finale
La phase finale de l'Euro se déroule en Yougoslavie. Si la Tchécoslovaquie évite l'équipe du pays hôte, elle doit quand même affronter en demi-finale le vice-champion du monde néerlandais. Le match se joue au stade Maksimir de Zagreb sous une pluie torrentielle, l'arbitre se munit notamment d'un parapluie au-dessus des deux capitaines pour la poignée de main d'avant-match. La Tchécoslovaquie domine le début de la rencontre et prend l'avantage à la 19e minute lorsque Ondruš marque de la tête à la suite d'un coup franc de Panenka. Jaroslav Pollák reçoit un carton jaune et est ensuite expulsé pour une faute sur Johan Neeskens à l'heure de jeu. Bien que menant au score, la Tchécoslovaquie se retrouve à dix contre onze et laisse encore trente minutes à son adversaire pour revenir au score. À l'approche du dernier quart d'heure, le Tchécoslovaque Ondruš pousse la balle dans ses filets et égalise malencontreusement pour les Pays-Bas en tentant de dégager un centre de Ruud Geels. Neeskens est à son tour expulsé pour une faute sur Nehoda et les deux équipes se retrouvent à dix contre dix. Puis Viktor repousse les tentatives de Rob Rensenbrink à trois reprises pour envoyer le match en prolongation. A la 114e minute, le remplaçant František Veselý centre pour Nehoda dont la tête porte le score à 2-1, avant que le Néerlandais Willem van Hanegem ne soit le troisième joueur à être expulsé du match, laissant seulement neuf Hollandais sur le terrain. Quatre minutes plus tard, Panenka réalise une magnifique passe à Veselý qui drible le défenseur néerlandais Piet Schrijvers avant de frapper le ballon dans le but (3-1). Contre toute attente, la Tchécoslovaquie bat donc les Pays-Bas menés par Johan Cruyff et parvient en finale de l'Euro pour la première fois de son histoire.

### Allemagne de l'Ouest

#### Groupe 8 des éliminatoires
| T | Équipe               | Pts | J | G | N | P | BP | BC | Diff |
| 1 | Allemagne de l'Ouest | 9   | 6 | 3 | 3 | 0 | 14 | 4  | +10  |
| 2 | Grèce                | 7   | 6 | 2 | 3 | 1 | 12 | 9  | +3   |
| 3 | Bulgarie             | 6   | 6 | 2 | 2 | 2 | 12 | 7  | +5   |
| 4 | Malte                | 2   | 6 | 1 | 0 | 5 | 2  | 20 | -18  |

L'Allemagne de l'Ouest est placée dans le groupe 8 et débute sa campagne qualificative contre la Grèce au stade Karaiskakis du Pirée le 20 novembre 1974. Georgios Delikaris ouvre le score pour la Grèce en première mi-temps, Bernhard Cullmann égalise pour l'Allemagne au début de la seconde période, avant que Kóstas Eleftherákis ne redonne l'avantage à la Grèce à 20 minutes de la fin du match. Herbert Wimmer arrache finalement le match nul à la 82e minute. Le mois suivant, la RFA affronte Malte dans à l'Empire Stadium de Gżira. Cullmann donne l'avantage à l'Allemagne juste avant la mi-temps et, après une deuxième mi-temps sans but, le match se termine sur ce score étriqué de 1-0. À Sofia en avril 1975, devant près de 60 000  personnes, l'Allemagne de l'Ouest est cette fois tenue en échec par l'équipe bulgare. Après avoir concédé l'ouverture du score, l'Allemagne revient grâce à un but de Manfred Ritschel (en) à la 74e minute pour obtenir le match nul. L'adversaire suivant de la RFA est la Grèce, qu'elle affronte au Rheinstadion de Düsseldorf, le 11 octobre 1975. Après une première mi-temps sans but, Jupp Heynckes marque en milieu de seconde période pour donner l'avantage à l'Allemagne, mais Delikaris parvient à égaliser à douze minutes de la fin,match nul 1-1. En deux matchs, les Allemands n'auront pas réussi à battre les Grecs. La RFA joue ensuite son match retour contre la Bulgarie le 19 novembre au Neckarstadion de Stuttgart. L'unique but du match est inscrit en milieu de seconde période par Heynckes, assurant la victoire pour la sélection allemande. La RFA joue son dernier match contre Malte au Westfalenstadion de Dortmund le 28 février 1976. Ronald Worm marque à deux reprises et Heynckes ajoute un troisième but avant qu'Erich Beer ne convertisse un penalty pour donner à la RFA une avance de 4-0 à la mi-temps. Heynckes et Beer doublent tous deux leur score avant que Berti Vogts et Bernd Hölzenbein ne marquent en fin de rencontre pour assurer à la Mannschaft une victoire spectaculaire 8-0. L'Allemagne de l'Ouest remporte son groupe finalement sans frayeur  avec deux points d'avance sur la Grèce et file en quarts de finale.
| Match                   | Adversaire  | Lieu       | Score            |
| ----------------------- | ----------- | ---------- | ---------------- |
| Groupe 8, J1            | Grèce       | Le Pirée   | 2-2              |
| Groupe 8, J2            | Malte       | Il-Gżira   | 1-0              |
| Groupe 8, J3            | Bulgarie    | Sofia      | 1-1              |
| Groupe 8, J4            | Grèce       | Düsseldorf | 1-1              |
| Groupe 8, J5            | Bulgarie    | Stuttgart  | 1-0              |
| Groupe 8, J6            | Malte       | Dortmund   | 8-0              |
|                         |             |            |                  |
| Quart de finale, aller  | Espagne     | Madrid     | 1-1              |
| Quart de finale, retour | Espagne     | Munich     | 2-0 (3-1 cumulé) |
|                         |             |            |                  |
| Demi-finale             | Yougoslavie | Belgrade   | 4-2 (a. p.)      |

#### Quart de finale
L'Allemagne de l'Ouest est opposée à l'Espagne, le match aller se déroule à l'estadio Metropolitano de Madrid le 24 avril 1976. Santillana ouvre le score pour la sélection espagnole en milieu de première période en driblant Hans-Georg Schwarzenbeck puis en tirant dans les cages de Sepp Maier. Quinze minutes après le début de la seconde période, Beer égalise d'un tir d'environ 25 mètres que le gardien espagnol José Ángel Iribar ne parvient pas à repousser. La rencontre se termine sur le score de 1-1. Le match retour se déroule à l'Olympiastadion de Munich le 22 mai 1976. Uli Hoeness ouvre le score pour l'Allemagne à la 17e minute en reprenant de volée un centre de Beer par-dessus son épaule. Klaus Toppmöller double la mise juste avant la mi-temps en reprenant un dégagement raté de Miguel Ángel. La seconde mi-temps est sans but, les Allemands gèrent leur avantage et le match se termine sur le score de 2-0. La RFA se qualifie pour la phase finale de l'Euro, 3-1 sur l'ensemble des deux rencontres.

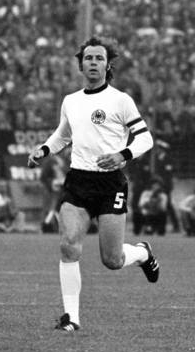
Franz Beckenbauer, joueur clef de la sélection allemande et ballon d'or 1976.

#### Demi-finale
En demi-finale, l'Allemagne de l'Ouest affronte le pays hôte, la Yougoslavie, le 17 juin au stade de l'Étoile rouge de Belgrade. La Yougoslavie domine la première mi-temps, Dragan Džajić déclarera plus tard qu'il s'agissait « peut-être de la meilleure mi-temps jamais jouée par l'équipe nationale yougoslave ». Elle prend l'avantage à la 19e minute grâce à Danilo Popivoda, qui contrôle un ballon aérien de Branko Oblak avant de distancer Beckenbauer et de frapper le ballon, qui passe sous les jambes du portier allemand. Onze minutes plus tard, la Yougoslavie double son avance lorsque Maier ne réussit pas à retenir le centre de Slaviša Žungul et que Džajić marque d'une reprise de volée avec son genou. Après que Josip Katalinski ait dégagé un tir de Hoeneß sur la ligne de but yougoslave, la première mi-temps s'achève sur le score de 2-0. Au milieu de la deuxième mi-temps, le tir du remplaçant allemand Heinz Flohe est dévié par Wimmer et trompe Ognjen Petrović dans les buts yougoslaves, réduisant l'écart. À la 79e minute, les Allemands procèdent à un deuxième changement. Wimmer est remplacé par Dieter Müller, qui fait alors ses débuts internationaux et qui marque dès sa première touche de balle, d'une tête sur un centre de Rainer Bonhof. Au cours de la première mi-temps des prolongations, la Yougoslavie a plusieurs occasions de marquer, mais Maier garde parfaitement sa cage. À cinq minutes de la fin, Müller marque à nouveau après une passe de Hölzenbein, avant de réaliser un coup du chapeau quatre minutes plus tard et sceller ainsi la qualification allemande par quatre buts à deux. Grâce à ce retournement spectaculaire, l'Allemagne de l'Ouest va pouvoir tenter de défendre son titre, contre la Tchécoslovaquie en finale .

## Avant-match
Les deux finalistes ont dû s'employer durant 120 minutes en demi-finale pour venir à bout de leur adversaire, dans des conditions difficiles. En terme de récupération, les Tchécoslovaques partent cependant avec un petit avantage car ils ont joué un jour plus tôt que les Allemands.
Müller conserve sa place dans l'équipe d'Allemagne de l'Ouest en tant que titulaire, remplaçant Danner. Ján Švehlík entre en jeu pour la Tchécoslovaquie, car Pollák est suspendu pour la finale après avoir été expulsé lors de la demi-finale. Il s'agit de la huitième rencontre entre les deux équipes, chacune en ayant remporté trois. Le match le plus récent est un amical en mars 1973 remporté par l'Allemagne 3–0.
Bien que la Tchécoslovaquie soit considérée comme outsider, Beckenbauer avertit que « la Tchécoslovaquie, en tant qu'équipe, est à estimer plus fortement que la Yougoslavie. Nous avons vu à quel point elle est forte lors des prolongations contre les Pays-Bas, où elle a même été capable de hausser son niveau. ». Au contraire, Schön se montre confiant quant aux chances de son équipe de gagner : « Nous avons une équipe merveilleuse. On peut leur faire totalement confiance. ».
La finale est notamment diffusée en direct au Royaume-Uni sur le réseau ITV, ce qui n'est pas le cas en France où aucun match de la phase finale n'est retransmis. Les médias français se désintéressent en effet de l'évènement car l'équipe de France a été éliminée en phase préliminaire dès l'automne précédent, sans oublier qu'un mois plus tôt les feux des projecteurs s'étaient portés sur l'AS Saint-Étienne et sa finale de Coupe d'Europe des Clubs Champions à Glasgow contre le Bayern de Munich.
La finale a lieu le dimanche 20 juin 1976 en soirée au stade de l'Étoile rouge, devant 30 790 spectateurs, et est arbitrée par l'Italien Sergio Gonella qui deux ans plus tard arbitrera la finale de la Coupe du monde en Argentine. Ce match est l'occasion pour Beckenbauer de signer sa centième cape avec la sélection allemande,.

### 20 juin 1976, l'impossible séance de tirs au but devenue possible
Normalement la tenue d'une séance de tirs au but ce jour-là n'était pas possible. En effet, en cas d'égalité après prolongation, le règlement prévoyait que le match soit rejoué quarante-huit heures plus tard, soit le mardi 22 juin. Et c'est seulement à l'issue de ce deuxième match que les tirs au but pouvaient éventuellement avoir lieu. La règle de la finale à rejouer dans les grandes compétitions de football était d'ailleurs la norme à l'époque. Ainsi, la finale du Championnat d'Europe des nations 1968 avait été rejouée, tout comme la finale de la Coupe d'Europe des clubs champions en 1974.
Mais la perspective d'enchaîner trois matchs en cinq jours pour un total d'au moins cinq heures et demie de jeu n'enchantait guère Helmut Schön, l'entraîneur de la Mannschaft, voyant ses joueurs émoussés par une longue saison et déjà entamés par une éprouvante demi-finale allée jusqu'au bout de la prolongation. La rumeur dit aussi que certains joueurs « avaient déjà réservé des vacances » et avaient hâte d'en finir avec la compétition. Ainsi, quelques heures avant le coup d'envoi, le président de la Fédération allemande de football (DFB) Hermann Neuberger soumet la proposition à l'UEFA, après concertation avec son homologue tchécoslovaque (dont l'équipe avait également disputé la prolongation en demi-finale), de ne pas rejouer la finale en cas d'égalité après prolongation, mais de passer directement aux tirs au but. L'UEFA accepte, les trois parties tombent donc d'accord : le match ne serait pas rejoué et la séance de tirs au but aurait éventuellement lieu le soir même,.
Les Tchécoslovaques accueillent favorablement cette modification exceptionnelle de dernière minute car, n'étant pas favoris, une possible séance de tirs au but dès le premier soir pourrait en effet leur donner des chances supplémentaires. D'autant que, la règle étant déjà applicable en demi-finale, l'équipe tchécoslovaque s'était préparée à cette éventualité pendant l'entraînement avant le tournoi, Panenka s'exerçant même depuis plusieurs mois avec une nouvelle façon de tirer les pénaltys aussi surprenante qu'efficace. Les joueurs allemands ne sont en revanche pas spécialement préparés, ils sont même pris de cours en apprenant la nouvelle dans le vestiaire avant le coup d'envoi de la finale.

## Déroulement du match

### Première mi-temps

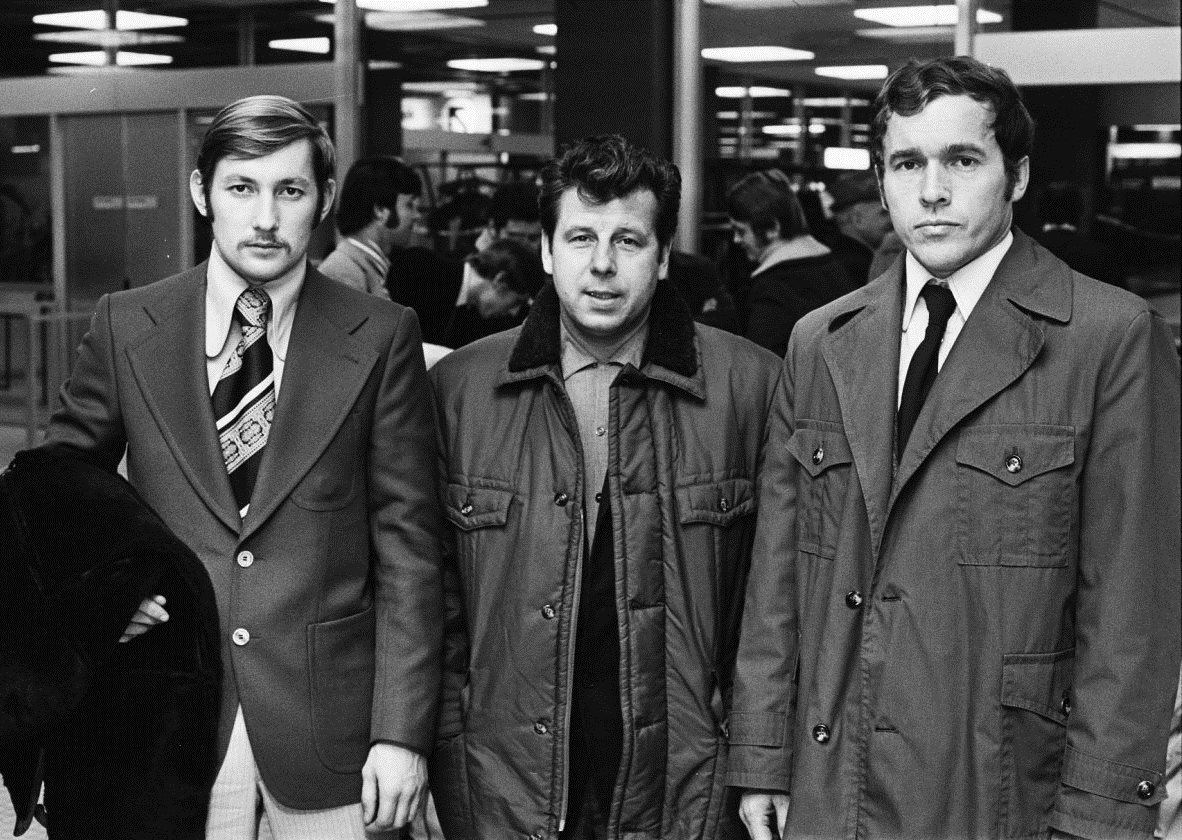
De gauche à droite, Zdeněk Nehoda, Josef Masopust et Ivo Viktor en décembre 1974, trois figures de la sélection tchécoslovaque. Deux d'entres eux joueront la finale.

La Tchécoslovaquie ouvre le score à la huitième minute grâce à Švehlík : Masný lui passe le ballon à l'entrée de la surface de réparation et son tir est repoussé par Maier. Le ballon revient à Nehoda, qui le transmet devant le but, Ondruš le manque, mais Švehlík le reprend et marque. Il est ensuite frappé au visage par un coup de coude de Schwarzenbeck et doit recevoir des soins, mais le joueur allemand n'écope d'aucun carton. Dans la suite du match, Müller passe ensuite à Viktor sur l'aile droite, mais Maier sort pour contrer l'occasion de but. Le gardien tchécoslovaque repousse ensuite une frappe puissante de Bonhof, puis détourne au-dessus de la barre une frappe enroulée de Hölzenbein. À la moitié de la première mi-temps, Schwarzenbeck commet une faute sur Koloman Gögh, ; Masný tire le coup franc qui est dégagé par Beckenbauer jusqu'à Dobiaš, lequel marque d'une demi-volée qui trompe Maier et porte le score à 2–0. En moins de quatre minutes, l'Allemagne réduit l'écart : Müller inscrit son quatrième but international d'une reprise de volée sur un centre de Bonhof, qui termine dans le but tchécoslovaque.

### Seconde mi-temps et prolongation

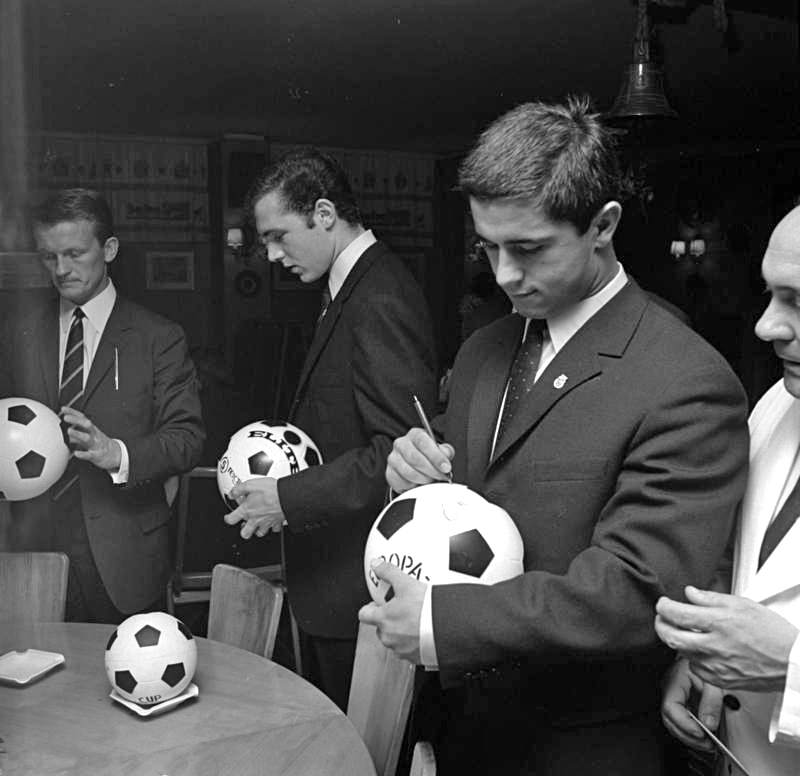
Sepp Maier (au milieu), portier allemand qui encaisse le penalty final de Panenka.

Pendant la pause, le sélectionneur allemand Helmut Schön effectue son premier changement en remplaçant Wimmer par Flohe. En début de seconde période, le récent arrivé perd le ballon et permet à Švehlík de tenter sa chance, mais sa frappe passe à côté du but allemand. Müller tire ensuite, mais Viktor bloque le ballon et récupère le rebond devant Beer. À la 60e minute, un tir de Hoeneß est dévié par un défenseur, puis la reprise de Beer est arrêtée par Viktor, avant que Hoeneß ne touche le poteau. Schwarzenbeck dégage ensuite un tir d'Ondruš sur sa ligne de but, puis Viktor réalise des arrêts face à Bonhof et Beckenbauer. Une tête de Nehoda heurte le poteau du but allemand, avant que Viktor ne détourne au-dessus de sa barre un coup franc dévié de Bonhof. À environ dix minutes de la fin du temps réglementaire, les deux équipes procèdent à des remplacements : Ladislav Jurkemik entre en jeu pour la Tchécoslovaquie à la place de Švehlík, tandis que l'Allemagne remplace Beer par Hans Bongartz. Dans la dernière minute du temps réglementaire, l'Allemagne obtient un corner, que Hölzenbein reprend de la tête au premier poteau pour tromper Viktor. Cette égalisation sur le fil envoie les deux équipes une nouvelle fois en prolongation.
Viktor réalise des arrêts face à Flohe et Müller, mais aucun but n'est inscrit durant les 30 minutes supplémentaires, le score final est de deux buts partout. À la fin du match, conformément à ce qui a été décidé le jour même, les joueurs restent sur le terrain pour effectuer la première séance de tirs au but dans l'histoire des grands tournois internationaux de football.

### Séance de tirs au but
Masný marque le premier tir au but, puis Bonhof égalise en envoyant son tir sur le poteau avant qu'il ne rentre. Nehoda, Ondruš et Jurkemik réussissent ensuite leurs tentatives pour la Tchécoslovaquie, tandis que Flohe et Bongartz marquent aussi, portant le score à 4–3 lorsque Hoeneß s'avance pour tirer. Il frappe puissamment, mais le ballon passe largement au-dessus de la barre transversale tchécoslovaque, laissant à Panenka la possibilité d'offrir le titre à son équipe s'il marque. Avec une courte course d'élan saccadée, il frappe doucement le ballon en cloche vers le but, pendant que Maier, déjà parti sur un côté, est à genoux. La séance se termine sur le score de 5–3, la Tchécoslovaquie est championne d'Europe,.

### Détails
| 20 juin 1976                        | Tchécoslovaquie                                | 2 - 2 a. p.       | Allemagne de l'Ouest                  | Stade de l'étoile rouge, Belgrade               |                                                 |
| 20 h 15 · Historique des rencontres | Svehlik 8e · Dobias 25e                        | (2 - 1, 2 - 2)    | D.Müller 28e · Hölzenbein 90e         | Spectateurs : 30 790 Arbitrage : Sergio Gonella | Spectateurs : 30 790 Arbitrage : Sergio Gonella |
| 20 h 15 · Historique des rencontres | Rapport                                        |                   |                                       | Spectateurs : 30 790 Arbitrage : Sergio Gonella | Spectateurs : 30 790 Arbitrage : Sergio Gonella |
| 20 h 15 · Historique des rencontres | · Masny · Nehoda · Ondruš · Jurkemik · Panenka | Tirs au but 5 - 3 | · Bonhof · Flohe · Bongartz · Hoeness | Spectateurs : 30 790 Arbitrage : Sergio Gonella | Spectateurs : 30 790 Arbitrage : Sergio Gonella |

| Tchécoslovaquie | Allemagne de l'Ouest |

| Tchécoslovaquie : |    |                   |      |     |
|                   |    |                   |      |     |
| Gardien de but    | 1  | Ivo Viktor        |      |     |
|                   | 3  | Jozef Čapkovič    |      |     |
|                   | 4  | Anton Ondruš      |      |     |
|                   | 5  | Ján Pivarník      |      |     |
|                   | 12 | Koloman Gögh      |      |     |
|                   | 2  | Karol Dobiaš      | 55e  | 94e |
|                   | 7  | Antonín Panenka   |      |     |
|                   | 8  | Jozef Móder       | 104e |     |
|                   | 10 | Marián Masný      |      |     |
|                   | 11 | Zdeněk Nehoda     |      |     |
|                   | 17 | Ján Švehlík       |      | 79e |
| Remplaçants :     |    |                   |      |     |
|                   | 6  | Ladislav Jurkemik |      | 79e |
|                   | 16 | František Veselý  |      | 94e |
| Sélectionneur :   |    |                   |      |     |
| Václav Ježek      |    |                   |      |     |

| Allemagne de l'Ouest : |    |                          |  |     |
|                        |    |                          |  |     |
| Gardien de but         | 1  | Sepp Maier               |  |     |
|                        | 5  | Franz Beckenbauer        |  |     |
|                        | 2  | Berti Vogts              |  |     |
|                        | 3  | Bernard Dietz            |  |     |
|                        | 4  | Hans-Georg Schwarzenbeck |  |     |
|                        | 6  | Herbert Wimmer           |  | 46e |
|                        | 7  | Rainer Bonhof            |  |     |
|                        | 8  | Uli Hoeneß               |  |     |
|                        | 10 | Erich Beer               |  | 80e |
|                        | 9  | Dieter Müller            |  |     |
|                        | 11 | Bernd Hölzenbein         |  |     |
| Remplaçants :          |    |                          |  |     |
|                        | 15 | Heinz Flohe              |  | 46e |
|                        | 14 | Hans Bongartz            |  | 80e |
| Sélectionneur :        |    |                          |  |     |
| Helmut Schön           |    |                          |  |     |

## Conséquences

### Réactions
Après le match, les deux équipes respectent un accord pris avant la rencontre et échangent leurs maillots. Hoeneß décrit plus tard comment il aborde son tir au but : « J'étais tellement épuisé que je ne voulais prendre aucun risque, j'ai frappé de toutes mes forces. J'ai vu le ballon monter de plus en plus haut, comme une fusée. Il s’est envolé dans les nuages. À ce moment-là, tout autour de moi devient gris. ». Le quotidien Berliner Zeitung qualifie la finale de dramatique et estime que la victoire tchécoslovaque de « sensationnelle ». Le journal Neues Deutschland, également basé à Berlin, parle lui aussi d'un match « dramatique pour la Mannschaft » et décrit l'équipe tchécoslovaque comme « brillante ». Viktor raconte plus tard qu'il se reproche d'avoir concédé l'égalisation dans les dernières secondes du match, disant qu'il « n'a pas été assez agressif sur le ballon », qu'il était fatigué et qu'il avait perdu sa concentration. Schön a eu du mal à trouver cinq joueurs allemands prêts à participer à la séance de tirs au but. Dietz déclare : « Je vais m'effondrer si je tire. Je suis brisé. ». Beckenbauer explique qu'il n'est pas sûr de pouvoir tirer « avec cette épaule blessée ». Schwarzenbeck fait remarquer qu'il n'a pas tiré de penalty depuis neuf ans, « alors pourquoi maintenant ? », tandis que Maier, lui, reste serein et affirme : « J'en tirerai un. ». Le dernier tireur de penalty allemand, Uli Hoeness, qui rate son tir et permet la victoire tchécoslovaque, ne jouera plus aucun match de sa carrière avec la sélection allemande. Ce raté est donc sa dernière action avec la Mannschaft.
Plus tard, Zdeněk Nehoda témoigne sur cette finale, « Cette finale était particulière [...] on était à bout de force et Panenka nous a donné le titre avec ce superbe tir. ». Dans une interview accordée en 2020 à la télévision tchèque, le défenseur tchécoslovaque Jozef Čapkovič souligne que, bien que l'équipe soit composée de Tchèques et de Slovaques, l'atmosphère est harmonieuse : « Ce n'était pas important de savoir qui venait d'où, mais pour quoi nous jouions. Nous jouions pour la Tchécoslovaquie. Il y avait une paix totale, une vraie cohésion ». Panenka est d'accord, affirmant que l'équipe « est un groupe excellent, uni. L'ambiance est absolument formidable. Il n'y avait aucune différence entre un Tchèque et un Slovaque. », Dobiaš ajoute que la Tchécoslovaquie aborde la finale « sans aucune inquiétude » grâce à la confiance gagnée après sa victoire contre les Pays-Bas.
Le journal français L'Équipe écrit que « cette finale montre un magnifique dialogue entre la légèreté joueuse de [la Tchécoslovaquie] et la machine à football allemande. ». Le journal Politika, de Belgrade, note que « la Tchécoslovaquie et la République fédérale n'ont rien laissé à désirer aux spectateurs et ont joué un football digne d'une finale. [La Tchécoslovaquie] mérite pleinement son titre de nouveau champion. Les Allemands acceptent l'échec avec calme et stoïcisme. ». En Italie, Corriere dello Sport rapporte que « ce succès récompense l'équipe indiscutablement supérieure. L'Allemagne a été mortellement touchée en seulement 18 minutes en première période. Les Allemands perdent la couronne européenne conquise à Bruxelles en 1972, mais confirment qu'ils restent une équipe absolument de classe mondiale. ».

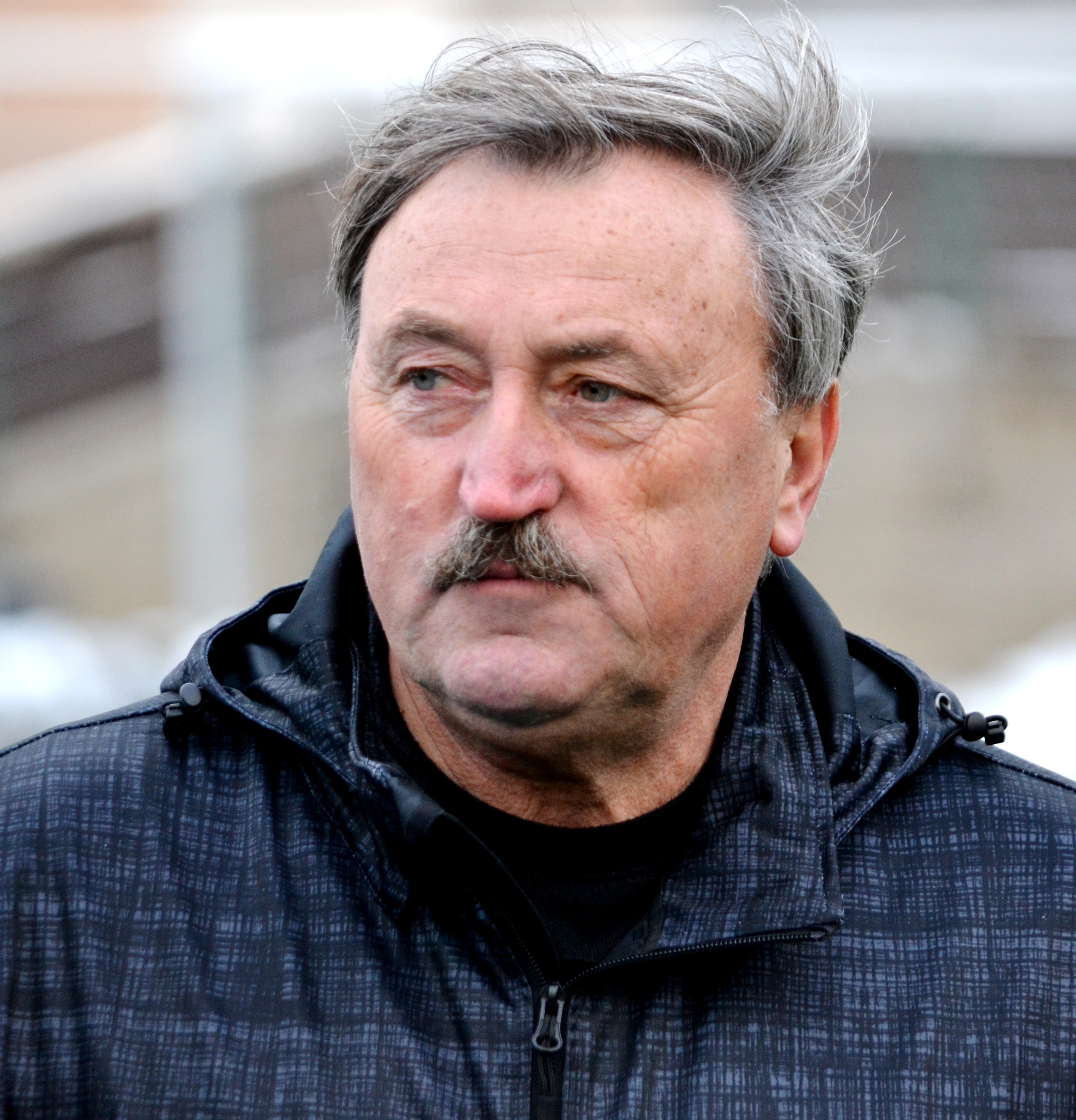
Antonín Panenka, tireur du penalty gagnant pour la Tchécoslovaquie.

### Postérité
La presse européenne surnomme le tir de Panenka « la frappe de la feuille morte », : ce geste est ensuite imité par des joueurs comme Lionel Messi, Andrea Pirlo ou Zinédine Zidane, et on le désigne souvent simplement comme « une Panenka »,. David Lacey, dans The Guardian, décrit ce penalty décisif comme « une feinte incroyablement calme doublée d'un petit piqué malicieux ». Il estime que si l'Allemagne de l'Ouest dispose de « vitesse, d'intelligence et d'inventivité », la Tchécoslovaquie se montre « plus directe dans son jeu, avec des attaques longues lancées depuis l'arrière ». Antonín Panenka rentre dans la légende par ce geste technique ; lors d'une interview, il explique cet acte : « J'ai eu l’idée de retarder ma frappe, et de simplement soulever le ballon plutôt que de frapper en force. [...] Je me suis dit qu’un gardien qui plonge d’un côté n’aurait pas le temps de changer de trajectoire en plein vol. »,. Pelé dira même que cet acte est digne « d'un fou ou d'un génie ». En tout cas, Panenka le reconnait, « j'ai marqué l'histoire sur un geste ».
Dans tout le bloc de l'Est, cette « Panenka » devient le symbole du triomphe du communisme sur le libéralisme. Toujours traumatisé de la défaite de 1972 en finale, l'Union soviétique utilise le succès des Tchécoslovaques à des fins de propagande.
À leur retour en Tchécoslovaquie, les joueurs sont accueillis par une foule dans la capitale, Panenka raconte qu'il y avait même des grands-mères qui « n'y comprenaient certainement rien au foot mais qui étaient tout de même heureuses ».

### Abandon de la règle de la finale à rejouer
La conséquence majeure des accords passés entre les parties concernées (équipes et union européenne de football) le jour même de la finale pour permettre la tenue d'une séance de tirs au but après un seul match, séance qui de surcroît a effectivement eu lieu, sera la mise à l'écart progressive de la règle de la finale à rejouer. L'UEFA prend en effet note de la situation : la demande est venue des équipes elles-mêmes, visiblement peu contrariées à l'idée de jouer un titre majeur de cette façon après un seul match. Pour une instance telle que l'UEFA, la règle des tirs au but à l'issue de la première finale simplifie grandement l'organisation car le titre est attribué de manière certaine à la date de clôture du tournoi prévue : il n'est plus nécessaire de réserver le stade pour quarante-huit heures supplémentaires et il n'y pas de billetterie à prévoir pour un match rejoué. En outre, les télévisions sont assurées de leurs retransmissions et n'ont pas de reprogrammation de dernière minute à envisager pour un match supplémentaire, il en est de même pour les journalistes, les supporters, les réservations de toutes sortes.
La modification exceptionnelle de dernière minute du règlement qui a eu pour effet que la finale du championnat d'Europe 1976 ne soit pas rejouée et soit finalement scellée par une séance de tirs au but fait donc « jurisprudence »[réf. nécessaire]. Plus aucune finale des compétitions de l'UEFA ne sera par la suite à rejouer en cas d'égalité après prolongation, la séance de tirs au but prenant désormais place systématiquement. La FIFA abandonnera à son tour la règle de la finale à rejouer en Coupe du monde à partir de 1986.